# アッサン人
アッサン人（アッサンじん、英：Asan (または Assan)）, 露：Ассанский）は、ロシア・シベリアに居住したエニセイ系民族で、アッサン語を話した 。
18世紀〜19世紀頃にエヴェンキ人と同化して消滅した。